# Augusto Zampini
Pour les articles homonymes, voir Zampini.
Augusto Zampini-Davies (né le 25 juillet 1969 à Buenos Aires) est un prêtre catholique argentin.

## Biographie
Il a étudié le droit à l'université catholique argentine et a travaillé comme avocat pour des banques et des sociétés multinationales. En 2004, il a été ordonné prêtre. Après avoir étudié la théologie morale, il a obtenu une maîtrise en développement international à l'université de Bath, un doctorat en théologie à l'université de Roehampton de Londres et un diplôme post-doctoral à Cambridge.
Depuis 2020, il est sous-secrétaire du dicastère pour le service du développement humain intégral, qui est présidé par le cardinal Peter Turkson.
Il est également secrétaire adjoint de la commission COVID-19 du Vatican que le pape François a instituée le 20 mars 2020 pour proposer des solutions aux problèmes socio-économiques que la pandémie de coronavirus apporterait,,.